# 三明治人和芦田爱菜的小博士
《三明治人和芦田爱菜的小博士》（日语：サンドウィッチマン&芦田愛菜の博士ちゃん）是日本朝日電視台的綜藝節目，主持人為三明治人（伊達幹生和富澤岳史）和芦田爱菜，播出時間為星期六 18:56 - 20:00，首次播出在2019年10月12日。

## 外部連結
- 三明治人和芦田爱菜的小博士 - 朝日電視台（日語）